# Hala Sportowa WOSiR w Wieluniu
Hala Sportowa WOSiR – hala widowiskowo-sportowa w Wieluniu, w Polsce. Obiekt może pomieścić 609 widzów, z czego 297 miejsc znajduje się na stałych trybunach, a kolejne 312 na rozkładanych. Od 2010 roku w budynku hali funkcjonuje hotel Maraton. Obiekt połączony jest także z budynkiem I Liceum Ogólnokształcącego w Wieluniu. Z hali korzystają m.in. siatkarze klubu WKS Wieluń (w sezonach 2009/2010 i 2010/2011 obiekt gościł rozgrywki PlusLigi z udziałem tego zespołu) oraz piłkarze ręczni MKS-u Wieluń.
20 maja 2023 roku podpisano list intencyjny pomiędzy miastem Wieluń, klubem Barkom-Każany Lwów i Polską Ligą Siatkówki oświadczający, że ukraiński klub w sezonie 2023/2024 PlusLigi rozegra domowe mecze na hali WOSiR. W związku z tym przeznaczono 190 tys. złotych na modernizację hali (wymianę nawierzchni oraz zamontowanie nowego oświetlenia).